# Приозерне (Приморський край)
Приозерне (рос. Приозёрное) — село в Хорольському районі Приморського краю Росії. Входить до складу Благодатненського сільського поселення.

## Населення
Чисельність населення за роками:
| 2002 | 2010 |
| ---- | ---- |
| 397  | 326  |

За даними перепису населення 2010 року на території села проживало 326 осіб. Частка чоловіків у населенні складала 49,7% або 162 особи, жінок — 50,3% або 164 особи. Національний склад станом на 2002 рік: росіяни — 90,9% або 361 особу, українці — 6,6% або 26 осіб.